# Thetis och Pelée

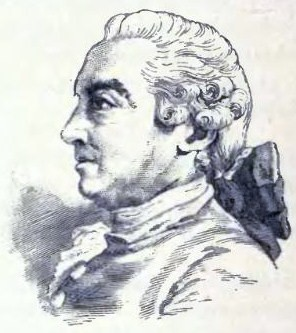
Francesco Uttini

Thetis och Pelée är en svensk opera i fem akter med musik av Francesco Uttini och libretto av Johan Wellander. Det var den första opera med svensk text som framfördes i Sverige.

## Bakgrund

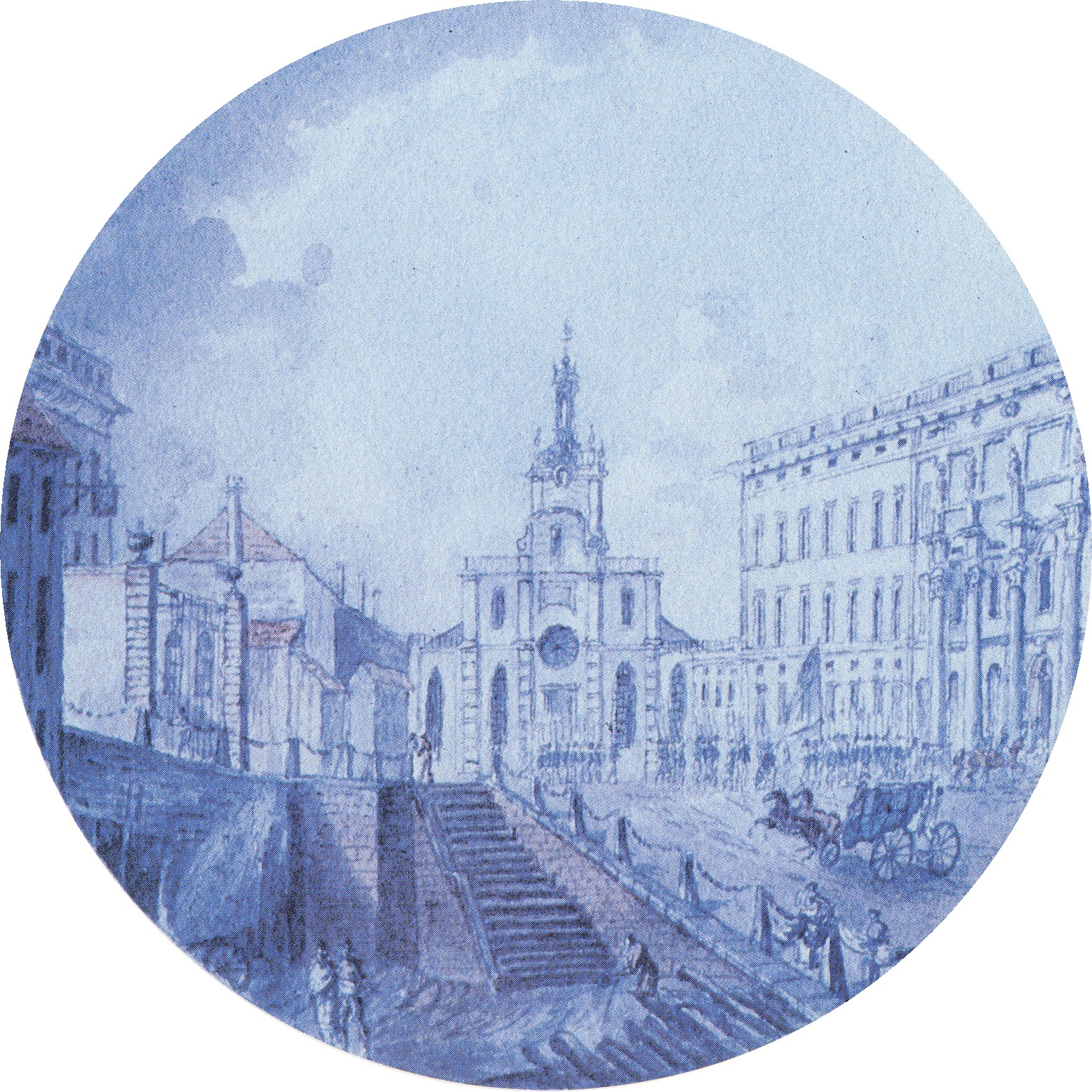
Stora Bollhuset lite till vänster om mitten med rött tegeltak. Bild från 1780-talet.

1753 anställde drottning Lovisa Ulrika två teatertrupper, en fransk skådespelargrupp, Sällskapet Du Londel, och en italiensk operatrupp som leddes av Francesco Uttini. Redan två dagar efter att Gustav III blivit kung 1771 lät han avskeda båda teatergrupperna. Syftet var att bygga upp en svensk verksamhet efter fransk modell och skapa en svensk nationalscen som kom alla människor till del, och samtidigt slå ett slag för det svenska språket. Det vittra musiksällskapet Utile Dulci hade grundats 1766 och höll sammankomster med konserter varje vecka i Stockholm. En utbrytargrupp inom sällskapet med Patrick Alströmer som drivande namn, tilltalades mycket av kungens nya idéer. De ville mer än att samlas till repetitioner inom sin krets och under namn av Kavaljerskonserter i Riddarhuspalatset ge sina offentliga övningskonserter. I samråd med kungen medverkade de till att Kungliga Musikaliska Akademien instiftades den 8 september 1771. Akademien fick i uppdrag att se till att inhemsk musikproduktion gynnades, samt att undervisa i komposition, sång och instrument. Kungen satte likhetstecken mellan Musikaliska Akademien och Operan som institution, såsom fallet var i Paris, och när han i mars 1772 fattade beslutet om att skapa en svensk opera uttrycker han en önskan om att Akademien skulle bidra med musiken. 
Den franska teatergruppen hade uppträtt i Stora Bollhuset vid Slottsbacken i Stockholm. När den nu stod tom utbad sig teaterchefen Petter Stenborg om tillstånd att med sin svenska trupp få framträda där under den tid som riksdagen var samlad. Pjäserna som uppfördes var dåliga men blev en succé tack vare att de framfördes på svenska språket. Att Stenborgs idé med teater på svenska hade väckt en tanke hos kungen visar den anteckning som han skrev på Stenborgs ansökan:
| ” | Första anledningen till Svenska Operans insticktelse | „ |

## Historia
Den italienske författaren och abbén Domenico Michelessi befann sig i Stockholm sedan 1771 och lärde sig snabbt svenska. Han ingick i kretsen kring kungen och förmedlade impulser från Italien och tysktalande länder vid en tid då franska normer alltmer började ifrågasättas. Å andra sidan verkade han med en strid ström skrifter som propagandist för Gustav III:s politik på den europeiska arenan. Den 31 mars 1772 skriver Michelessi ett brev till sin välgörare i Venedig, Bonomo Algarotti (bror till Francesco Algarotti):
Hans Maj:t tänker inrätta i denna huvudstad ett nationellt skådespel [uno spettacolo nazionale]; han säger med rätta, att det är löjligt att en nation inte har något annat skådespel än det franska. /.../ Eftersom Hans Maj:t tycker bättre om operan än om Komedi [dvs. taldramatik], så har han i förrgår [29 mars 1772] gjort planen till en opera om Thetis och Pelée för att låta uppföra den vid kröningen. /.../ Också denna kommer att lyckas dåligt, eftersom Hans Maj:t har författat scenariet i hast och han har givit materialet till en svensk poet [Johan Wellander], som kanske kommer att behandla det dåligt, och sedan skall Uttini likaledes i hast skriva musiken till en hel opera.
Till sin kröning i maj 1772 beställde kungen en nyskriven svensk opera, Thetis och Pelée, och bestämde själv att den skulle bygga på Bernard le Bovier de Fontenelles pjäs Thetis et Pelée, som hade tonsatts av Pascal Collasse 1689. Kungen väljer opera framför taldrama inte i brist på bättre, utan därför att han föredrar opera framför taldramatik. Kort därefter låter han välja in poeten Johan Wellander som ledamot. Wellander var då i full färd med att versifiera kungens utkast till Thetis och Pelée. Den 2 februari 1773, bara ett par veckor efter invigningen av Kungliga Teatern, meddelas ledamöterna att operorna hädanefter kommer att ges i Kungl. Musikaliska Akademiens namn, för att höja den nya inrättningens anseende.
Musiken ska komponeras av Francesco Uttini, som är hovkapellmästare och som blivit kvar i Stockholm sedan den italienska teatertruppen upplöstes. Uttinis musik var dock inte svensk utan skriven i senneapolitansk och delvis fransk stil. Pjäsen var trogen den franska förlagan, förutom att havsguden Neptunus här framställs som den gode fursten, och att kungen frossade i spektakulära specialeffekter. Gudar hissades upp ur havet eller ned från himlen elva gånger, furierna dansade med eldfacklor.
Kungen var medveten om operans överlägsenhet gentemot andra tal- och musikdramatiska genrer. Där kunde alla medier, inte minst de visuella, förenas för att påverka åskådaren, och kungen anade redan från början operans propagandapotential. De enskilda operorna kunde användas för att föra ut ett politiskt budskap: i Thetis och Pelée skulle bilden komma att tecknas av idealfursten, den milde Neptunus. Själva operaföretaget kunde väcka entusiasm på hemmaplan och ge Sverige status som kulturnation inför utländsk opinion. Karaktäristiskt nog vävdes de politiska och de musikaliska planerna samman när kungen förberedde sin statskupp: "Operan" var kodnamn för kuppen hos kungen och hans bror hertig Carl, och kungen besökte en repetition av Thetis och Pelée aftonen före statsomvälvningen.

## DenKongl. Svenska Operansfödelse

### En ny operaorkester
Hovkapellet blir den kärntrupp kring vilken Kungl. Teatern kunde byggas. Gustaf Johan Ehrensvärd utnämndes till direktör för det nya företaget och Uttini till hovkapellmästare. Hovets orkester, som tidigare främst hade tjänstgjort vid hovfester, representation och konserter, förvandlades nu till operaorkester. Det var ingen lätt uppgift särskilt som den musikaliska kapaciteten var oroande låg. Ehrensvärd skrädde inte orden i sin skildring av musikerna:
koungens capell bestod til mesta delen af gratialister och musicaliske invalider, de fleste vore sängliggande, somlige blinde, andre döfve, de fleste lame och ofärdige; man hade under de senare åren nöjt sig, när de kunnat spela en simphonie, innan spectaclerna börjades, och acconpagnera rösterna i en liten obetydlig opera comique. Deras förnämsta sysla var at som store virtuoser spela til dans vid hofbaler och dess emellan förtjena sig födan med samma görömål på piqueniquer och lustbarheter. De bästa musici, som förut varit här, vore döde eller bortgångne. Kammarmusicus Ferling var den skickeligaste och hade med uppmuntran kunnat blifva den skickeligaste violist vi i Sverige egt, men fattigdomen tryckte honom och gäldustugan var dess academie. Hvad kunde man vänta af de öfrige, som endast egde 900 daler kmts lön och de fleste mindre.
För att åstadkomma en fungerande operaorkester genomfördes vissa organisatoriska förändringar av hovets musikerstab. Det gamla Hovkapeller och Adolf Fredriks furstliga kapell slogs nu formellt samman och gjordes om till en rent instrumental ensemble. Hovets sångare, som alltsedan 1500-talet ingått som en självskriven del i det kungliga kapellet, ersattes av operasångare. Efter sammanslagningen bestod Hovkapellet av knappt 30 musiker. 1773 nyanställdes sex violinister, fyra altviolinister, tre cellister, en flöjtist och en oboist. Vi denna tid var ännu några av frihetstidens ledande musiker verksamma i Hovkapellet: Anders Wesström, Ferdinand Zellbell d.y., Anton Perichon och Henrik Philip Johnsen. Stråkstämmorna förstärktes nu med bland andra violinisterna Johan David Zander och Friedrich Benedict Augusti, samt med cellisterna Jacques Anselme Baptiste och Christoffer Pihlman. Liksom tidigare var de flesta av Hovkapellets musiker hämtade utifrån.

### Svenska sångare

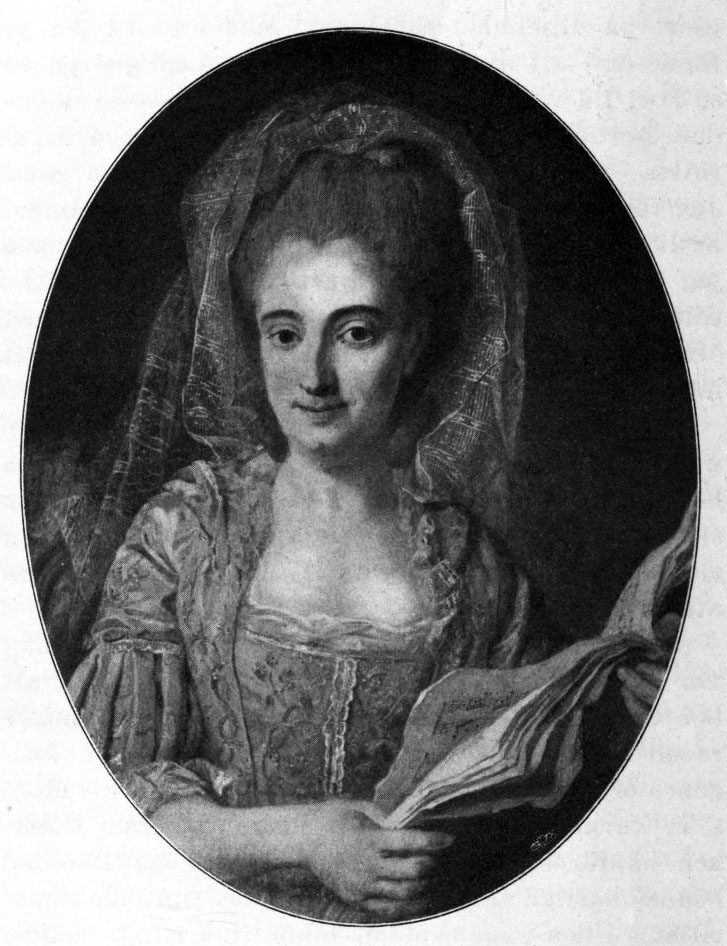
Elisabet Olin

De tidigare anställda sångarna vid hovet var alla utlänningar och vid det här laget till åren komna. En handfull kapabla, inhemska konsertsångare fanns, men de ställde sig högst tvekande till att framträda på scenen. Skådespelaryrket hade ännu vid denna tid så tvivelaktigt rykte att anständiga medborgare slog bakut, även inför ett kungligt anbud. Nu kom den ett år tidigare instiftade Musikaliska Akademien väl till pass. För att höja den nya Kungl. Teaterns status beslutades:
att svenska operan hädanefter komme att uppföras i Musikaliska Akademiens namn, såsom hvilket icke allenast vore flerstädes utrikes brukligt, utan ock tjänte att gifva inrättningar af operan mera anseende samt betoge de fördomar allmänheten kunde hysa emot dem, som vid olika teatraliska öfningar sig bruka låter.
Med detta lät sig de främsta sångarna övertalas: assesorskan Elisabeth Olin och hovkanslisten Carl Stenborg (son till Petter Stenborg). Elisabeth Olin förhandlade sig dessutom till sådana löneförmåner att kungen syrligt lär ha kommenterat: "Hon håller sig mycket dyr". Den endast 19-årige Stenborg krävde å sin sida att få behålla sin tjänst i riksmarskalksämbetet, vilket beviljades. Med dessa överenskommelser kunde kontrakt tecknas med flera begåvade personer både i Stockholm och i landsorten: den endast 17-åriga sopranen Lovisa Sofia Augusti (maka till violinisten Friedrich Benedict Augusti), hovsekreteraren Lars Lalin, skolläraren och kantorn i Katarina kyrka Anders Nordén, organisten i Kalmar domkyrka Hans Björkman, Elisabeth Olins tolvåriga dotter med samma namn men kallad Betty, mamsell Hedvig Wigert och flera andra. Utöver sångsolisterna lyckades man också samla en kör på närmare 50 personer, bland dem den 16-årige ynglingen Christopher Christian Karsten som några år senare skulle träda fram vid Stenborgs sida som ledande tenor. I hela detta uppbyggnadsskede var amatörmusikern Patrick Alströmer till ovärderlig hjälp med sina erfarenheter från Utile Dulci och Musikaliska Akademien, och sina personliga kontakter med sångare och musiker.

### En fransk-svensk balettkår
För den franskorienterade Gustav III var det givet att ett operahus skulle hålla sig med en balettkår, lika givet som att de allra flesta operorna innehöll baletter. Ambitionen var att skapa en trupp på omkring 30 dansare. Till all lycka fanns den skicklige dansören och koreografen Louis Gallodier och fem andra dansare ur Sällskapet Du Londel kvar i landet. Gallodier, som tidigare framträtt på Parisoperan under bland annat koreografen Jean-Georges Noverre, utnämndes nu till balettmästare för den nygrundade Kungliga Baletten och förblev på den posten till sin död 1803. På förbluffande kort tid lärde han upp en hop svenska nybörjare till figuranter i en så småningom alldeles utmärkt balettkår. Bland dansarna fanns den unga Charlotte Slottsberg, under många år Operans främsta svenska ballerina (premiärdansös 1787). Tillsammans med Elisabeth Soligny uppträdde Gallodier själv i baletterna. 1773 återkallades de tidigare medlemmarna av den franska truppen Louis Frossard och hans hustru Marie-Renée Frossard till Sverige, där de tillsammans med Ninon Dubois Le Clerc och Elisabeth Soligny utgjorde en stabil premiärdansarkvartett.

### Ett nytt operahus
Något operahus att tala om existerar ännu inte i Sverige, utan de operaföreställningar som hittills har spelats har framförts i Bollhuset vid Slottsbacken i Stockholm. Huset måste genomgå en omfattande renovering som övervakas av hovintendenten Jean Erik Rehn och hovmålarna Lars Bolander och Lorentz Sundström. Väggarna målades i en grågul nyans, den nybyggda kungalogen i blått och guld och de övriga logeväggarna i rött. Läktarbröstningarna smyckades i olika kulörer. Över den färgrika salongen välvde sig taket som en himmel där molnen inramades av ornament i gult och vitt. Trots försköningen var detta ända bara en tillfällig lösning. Framförallt var utrymmena på och bakom scenen helt otillräckliga. Den sista fonddekorationen var fästad vid den yttersta muren. Redan 1772 började kungen planera för ett verkligt operahus. En tomt vid nuvarande Gustav Adolfs torg inköptes och överintendenten Carl Fredrik Adelcrantz fick i uppdrag att rita byggnaden. Ett decennium senare (1782) stod det nya operahuset färdig för invigning.

## Premiär och senare versioner
Operan hade premiär den 18 januari 1773 på Bollhuset i Stockholm och varade i fem timmar. Förutom sångarna uppträdde 42 korister och 27 dansare. Operan blev en stor succé, publiktillströmningen var god och operan gavs 20 gånger i rad för utsålda hus under våren 1773. Under hela säsongen fortsatte man att bearbeta, förkorta och förbättra föreställningen. Thetis och Pelée återkom sedan flera gånger på repertoaren under hela den gustavianska eran.
Det är svårt att få en klar och korrekt uppfattning om Thetis och Pelée. Musiken är inte komplett och bara ett fåtal av kostymerna är bevarade, förutom en del skisser. Librettot däremot är intakt och återfinns i inte mindre än sju versioner. Den äldsta versionen härrör sig från premiären. Under rubriken "Till läsaren" i inledningen förklaras upprinnelsen till operan. Där finns även en hyllningsadress till kungen, en resumé av handlingen, samt en komplett lista över alla medverkande inklusive kör och balett. Allt detta skulle understryka verkets betydelse och vikt. 1775 omarbetade Uttini och Wellander librettot till tre akter och texten undergick en stor omvandling. Minst omarbetad är akt I medan akterna II och III (om de jämförs med akterna II-V i 1773 års libretto) har omarbetats vad gäller scener, ändringar och strykningar. Båda versionerna (1773 och 1775) utgavs i ett nytryck 1778. Den nästa versionen utkom 1791 och då hade operan återfått sina fem akter, men texten var inte densamma. Någon okänd person (Wellander hade dött 1783) hade "förbättrat" texten och gjort en del smärre ändringar i 1773 års libretto.
Originaltextens 35 scener hade reducerats till 28, av vilka endast 12 var orörda. Några rader från 1775 års libretto hade också infogats. Det märkliga är att det finns två libretton från 1791 vilka skiljer sig avsevärt åt vad gäller detaljer. En av dessa trycktes för en föreställning den 13 februari, den andra till en föreställning den 24 mars. Föreställningen den 13 februari kom aldrig till stånd. Av någon anledning måste den ha blivit inställd. Det är sålunda anmärkningsvärt att det gjordes en ny version av både text och musik till föreställningen den 24 mars. Det ger vid handen fyra olika textversioner av Thetis och Pelée, till och med en femte om man räknar med att 1773 års libretto innehöll partier som inte spelades vid premiären men vid senare föreställningar samma år. En annan orsak till de ständiga omarbetningarna var att kungen aldrig riktigt var tillfreds med Wellanders språk, det visar hans handskrivna förslag till omarbetningarna. Han torde samtidigt ha insett librettots dramaturgiska svagheter, såsom gudars ständiga upp- och nerstigande.

## Mottagandet
Den 22 januari 1773 berättar Michelessi om den andra föreställningen i ett brev. Han är imponerad men knappast förtjust. Det är speciellt Wellanders språk som han kritiserar, men misstron mellan italienaren Michelessi och svensken Wellander var ömsesidig; Wellander kallar Michelessi för "charlatan" i flera brev. Michelessi skriver:
...för att vara det första skådespelet uppfört av bara svenskar, och av folk hopsamlade på vägar och landsbygd, som aldrig sett vare sig teatrar eller någon stad, så var detta ett underverk [un prodigio], särskilt som ett sådant fabelaktigt skådespel [spettacolo favoloso] består av maskiner, vilka exekverades utmärkt och utan minsta svårighet. Rösterna var passabla, och [franske] Ambassadören hävdar, att det sjungs falskt på Parisoperan, men att han här inte hört att man sjöng falskt. Felet finns hos poeten [Wellander], som utan urskiljning har fogat ihop mycket hårda ord. /.../ Det överraskande är att se åtta skådespelare, och nio av deras följe, som aldrig sett opera, spela med full insikt, och bland dem en yngling [Carl Stenborg] och en dam [Elisabeth Olin], båda två värdiga en av de bästa teatrarna i Italien. Än mer förunderligt är det att se 26 dansörer och dansöser, som för 6 månader sedan inte kunde gå, och som dansar åtminstone som goda figuranter, efter att endast ha lärt hos den berömde Gallodier, som själv knappast skulle kunna vara figurant. För övrigt körer utan tal, oändliga danser och baletter av Vindar, av Nymfer, av Furier etc, och en opera i 5 akter, som alltså varar i 5 timmar, och en evig leda, särskilt för mig som inte tycker om detta slag av fabelaktigt skådespel. Föreställ er att musiken är skriven av någon som inte kan språket.
Greve Axel von Fersen den äldre är positiv till föreställningen:
Med undantag af de förnämsta dansöser och dansörer, utfördes all sång och alla baletter af svenskar, och hvilka utförde deras roler med mera grace och noggrannhet, än man kunnat vänta det. Denna framgång tillhörde i främsta rummet Konungen, som ej försummat någon repetition och som gifvit sig mödan att undervisa hvarje aktör.
Den unge gustavianen och skriftställaren Johan Fischerström noterade i sin dagbok efter en kväll på operan:
Piecen är artig, men recitationerne tunga, och Arietterna äga icke den quickhet och liflighet som rörer och intager /.../ Alla Saker exequeras öfver förmodan. Utom fru Olin, äro Fruntimers rösterna ganska medelmåttiga. Lallin (sic!), som spelar Jupiter är tvungen i sin Role, och Stenborg något generad i sina Faconer, däremot är Nordén såsom Neptunus oklanderlig. Det stycke som visar Ödets Tempel är öfvermåttan vackert och OfferPrästen Björkman förrättar sin syssla med värdighet /.../ Musiquen har Utini (sic!) väl afpassadt och Decorationerne äro med mycken smak. Korteligen det är et prägtigt Skådespel och et af de värdiga verk som hedra Gustafs regering.
I ett fingerat "Utdrag af ett bref af en man i Stockholm till sin vän på landet med några anmärkningar öfver den nya svenska operan" gör den anonyme författaren, Gustav III själv, en bedömning av de båda huvudrollsinnehavarnas prestation:
Fru Olin /.../ har mycken nobless i sitt spel, en fördelaktig figur och mera vana på teatern, än man kunde vänta af någon, som visar sig där för första gången. Min herre känner hennes röst och i hvad för hög grad hon är musiken mäktig. I den första akten samt i den tredje och femte spelar hon med mycken konst och behaglighet /.../ Man bör med skäl vänta med att mera öfning hon blir en stor aktris. Kanslisten Stenborg, hvilken föreställer Pelée, förenar med en ganska behaglig figur mycken kännedom om musiken, ganska mycken grace i sitt spel och en fin känsla af sin roll.
I en anonym artikel i Nya allmänna tidningar den 8 februari recenseras de båda på följande sätt:
Fru Olin har en stark och komplicerad roll, som måste lämna sig åt våldsamma och stridande känslor, uppfyller alla dessa scener på ett sätt, som visar /.../ både begrepp och lifaktighet. Af det man redan sett af fru Olin är lätt att döma till hennes ofelbara skicklighet att bestrida hvad svår roll som helst i en tragedi. Huruvida detta senare kan sägas om hr Carl Stenborg lämnas ännu därhän /.../ men hvad man med obestridlig visshet kan försäkra är det, att uti alla pastorala representationer är han hos oss ännu den förste aktör. Hans ställning, utseende, röst - allt träffar in med den lekande, den glada, den välgörande aktionen. Äfven i komedien intager hr Stenborg ett af de första rummen, kort sagt uti alla de roller, som ej böra beklädas af tunga personer, ej få utföras med besvärande gester.

## Personer
| Roller              | Stämma  | Rollbesättning vid premiären 18 januari 1773. |
| ------------------- | ------- | --------------------------------------------- |
| Pelée               | Baryton | Carl Stenborg                                 |
| Thetis, en havsnymf | Sopran  | Elisabeth Olin                                |
| Doris, Thetis moder | Sopran  | Hedvig Wigert                                 |
| Jupiter             | Baryton | Lars Lalin                                    |
| Neptunus            | Bas     | Anders Nordén                                 |
| Mercurius           | Tenor   | Nils Gustaf Stenborg                          |
| Amor                | Sopran  | Betty Olin                                    |
| Hymen               | Dansös  | Charlotte Slottsberg                          |
| Översteprästen      | Bas     | Hans Björkman                                 |

Johan Filip Lising och Christopher Christian Karsten uppträdde i mindre roller.

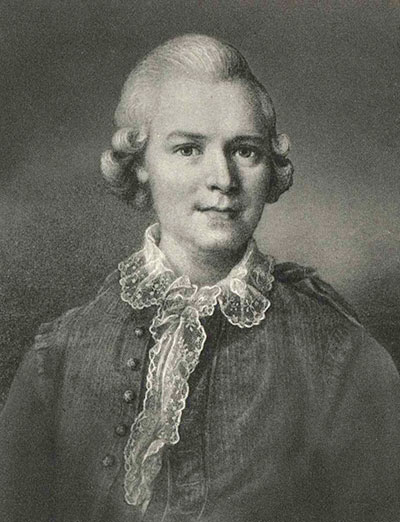
Carl Stenborg
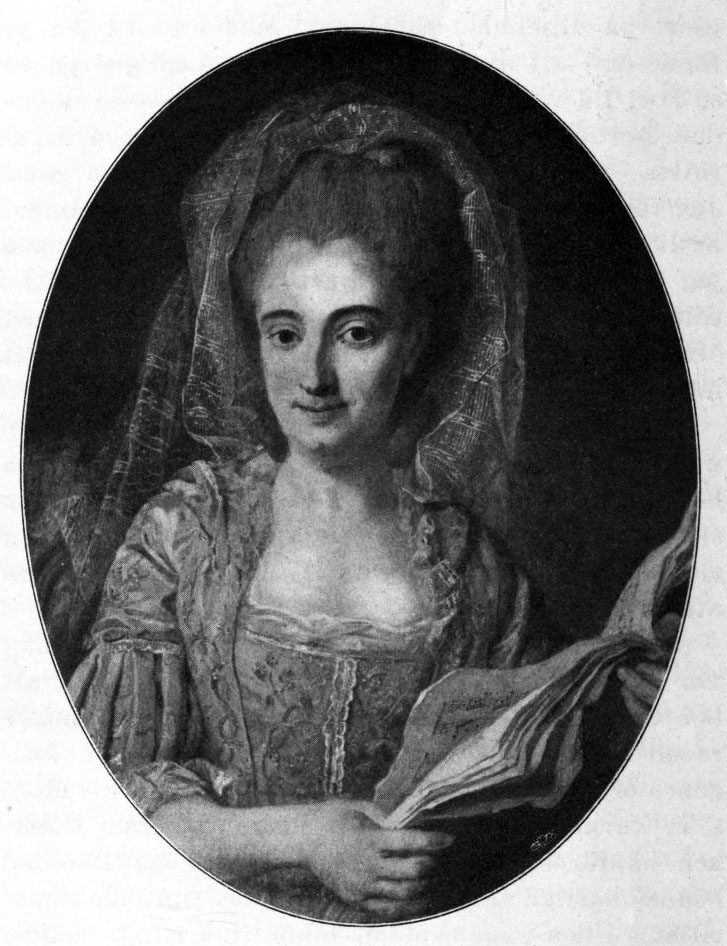
Elisabeth Olin
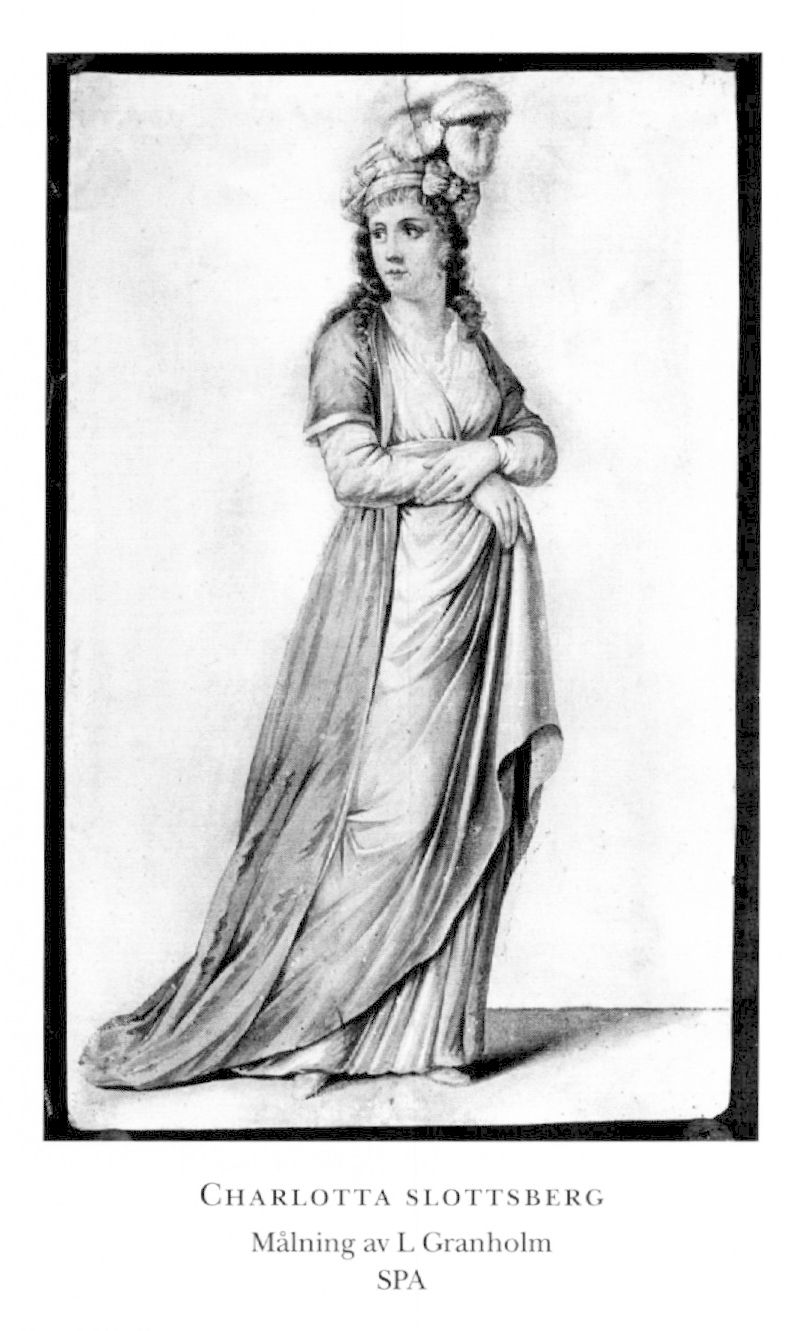
Charlotte Slottsberg
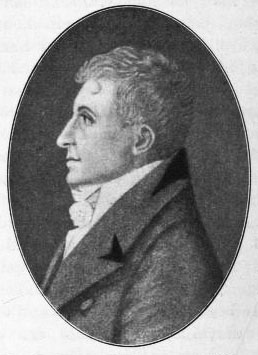
Christopher Christian Karsten

## Handling
Akt I: Thetis trädgård
Pelée fruktar för sina rivaler. Han förenas i en kärleksscen med Thetis, som uppmanar honom till mod. Neptunus med sin svit uppvaktar Thetis men avvisas av henne. Han hyllar Thetis med sång och balett av Tritoner, Nereider, Havsgudar och -gudinnor. Rivalen Jupiter gör en vredgad entré, "omgifven af Åskan och förebådad af Blixten", och befaller Eolus att härja Neptunus rike. En "Entre-Act af åska, dunder och stormar" avslutar akten.
Akt II: En lövsal i Thetis trädgård
Doris anförtror nymfen Echo sin kärlek till Pelée. Ett möte mellan Doris och Pelée slutar med att Pelée kastar sig till Doris fötter. Till denna gest drivs han av olycklig kärlek till Thetis, men gudinnan, som kommer in i samma ögonblick, blir naturligtvis svartsjuk och anklagar Pelée för otrohet. Jupiter uppvaktar Thetis och ordnar Olympiska spel till hennes ära. Mercurius kallar upp Jupiter till Olympen. I Thetis trädgård beslutar gudinnorna att rådfråga Oraklet.
Akt III: Ödets Tempel
Thetis, Doris och Pelée är alla på väg till Ödets Tempel för att rådfråga Oraklet; Thetis ger dock upp sin plan efter mötet med Doris. Pelée, ensam, överlämnar sig åt Ödet, varefter han rådfrågar Oraklet, som svarar "Den Ödet utsett har, at blifva Thetis man, / Med tiden får en Son, som större blir, än han."
Akt IV: Thetis Palats
Thetis sjunger om sitt kärlekskval och anklagar Pelée för otrohet. Pelée är först förtvivlad men beslutar att övertyga Thetis om sin oskuld med "prof af hieltemod". Doris och Thetis varnar honom för Jupiters ankomst. Jupiter nedstiger, Pelée utmanar honom och bekänner sin kärlek till Thetis. Den vredgade Jupiter straffas av Pelée. Furierna kastar eld på Pelée och smider fast honom vid en klippa. Pelées svit beklagar hans öde. Neptunus får syn på den fastsmidde Pelée, förbarmar sig över honom, befriar honom med sin treudd och för upp honom i sin vagn till Olympen.
Akt V: Olympen
Jupiter och gudarna sjunger om Äran. Neptunus anländer och anklagar Jupiter för laglöst välde. Kärleken pläderar för Thetis . Neptunus avtäcker Pelées livlösa kropp, som bevis på Jupiters orättfärdighet. Thetis, förtvivlad, tror att Pelée är död. Kärleken återkallar Pelée till livet med sin fackla. Pelée tackar Neptunus, som avstår Thetis till honom. Thetis gläder sig åt att se Pelée levande; Jupiter får reda på orakelsvaret och avstår också han från Thetis. Thetis och Pelée hyllar Jupiter och gudarna firar deras förening.

## Om operan

### Wellanders operatext

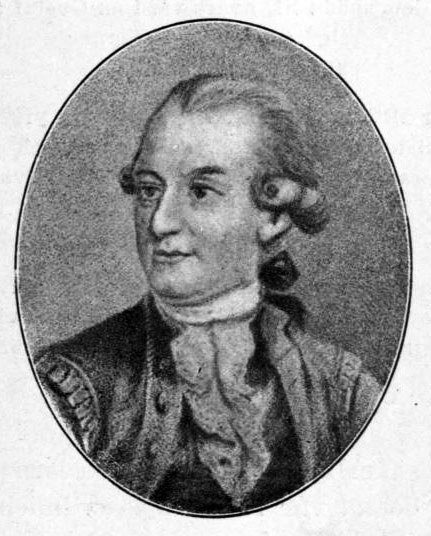
Johan Wellander

Det var många krav en gustaviansk librettoförfattare hade att rätta sig efter. Texten skulle följa den klassiska retorikens principer, till exempel att iaktta decorum. Den skulle vara dramaturgiskt effektiv, bygga upp en handling från exposition till upplösning via diverse förvecklingar. Dessutom måste de lämpas efter musikdramatikens speciella förutsättningar. Mellan tal- och musikdramatik är tidsfaktorn en avgörande skillnad. Det tar så mycket längre tid att sjunga än att tala en text i arior, körer och ensembler. Texten måste kortas ner. Psykologiska skeenden, som i ett taldrama skulle ha utvecklats genom flera scener, förenklas och strömlinjeformas i librettot. Gustavianska libretton var inte bara avsedda att sjungas utan även att läsas. Medan svenska operapartitur som regel förblev otryckta, utgavs systematiskt libretton till de verk som sattes upp på Kungl. Teatern.
Intressant är inslaget i librettot av domstolsretorik, det som inom den klassiska retoriken kallas genus judiciale. Under konfrontationsscenen mellan Pelée och Jupiter håller Pelée ett försvarstal där han hävdar sin oskuld och själv i sin tur anklagar Jupiter för att "straffa utan sken af rätt". I akt V uppträder Neptunus inför Olympens gudar som en åklagare inför en domstol. Han beskyller Jupiter för "laglöst välde" och "missbruk af en högre makt". Han avtäcker Pelées livlösa kropp som "et prof av Jofurs [Jupiters] tänke-sätt". Det är ett sedan antiken beprövat retoriskt knep att visa upp konkreta bevis på brottet för att väcka patos och indignation mot förövaren.
En svag punkt var enligt Michelessi språket i librettot. Wellander var långt ifrån Fontenelles elegans och står närmare frihetstidens ideal än den blivande gustavianska klassicismen. Verstekniskt efterbildar Wellander fransk librettons vers libres (det vill säga alexandriner omväxlande med kortare rader). Han använder i huvudsak jambisk vers, alexandriner samt fem-, fyr- och tretaktiga rader, dessutom i vissa arior fyrtaktig trokeisk vers.

### Uttinis musik
Om kung Gustav III hade varit konsekvent skulle kompositören av den första svenska operan naturligtvis ha skrivits av en svensk tonsättare. Men med tanke på den vikt som detta förstlingsverk hade i prestige och den inverkan det skulle ha på kommande verk, var det inte upp till vem som helst att anförtros uppdraget. Vid denna tid fanns det inte många tonsättare av rang i Sverige, och bland dessa få var det nästan ingen som hade tonsatt operadramatik förut. Ferdinand Zellbell d.y. var uppe på förslag men ansågs inte hålla måttet som operatonsättare. Den mest meriterade tonsättaren i landet, både inom teater och opera, var hovkapellmästare Francesco Uttini. Men trots att han hade skrivit musik till hovet de senaste 17 åren hade alla texter varit på franska eller italienska. Uttini, som nu var 50 år och fortfarande talade dålig svenska, fann uppdraget stimulerande och accepterade ödmjukt.

## OperaparodinPetis och Telée

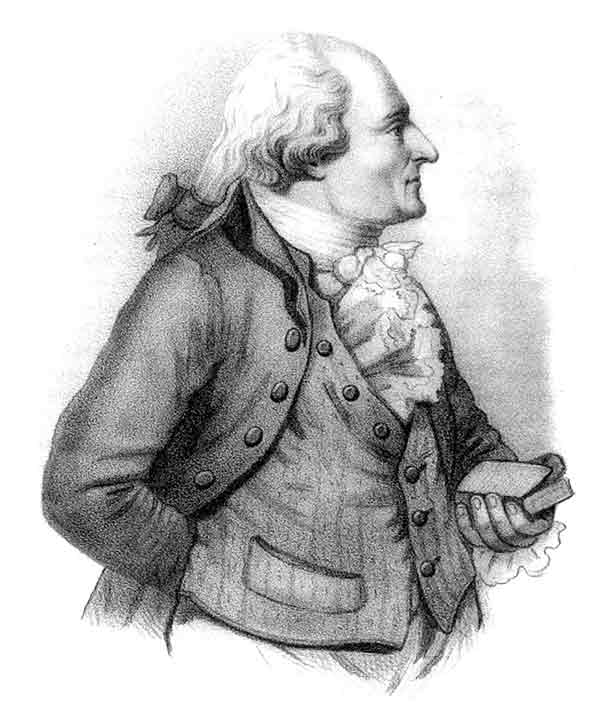
Carl Israel Hallman

Mellan åren 1773-80 drev Petter Stenborg teatertruppen Stenborgs Sällskap i Humlegården i Stockholm, Humlegårdsteatern. Där kunde man se alltifrån lindansare och harlekinader till pjäser av Molière och Ludvig Holberg. Populära var även parodier på kända operor. Den första hade premiär den 31 augusti 1775 och hette Casper och Dorotea, en parodi på Kungliga Teaterns uppsättning av operan Acis och Galatea av Georg Friedrich Händel. Texten var skriven av Carl Israel Hallman och den nykomponerade musiken var skriven av Carl Stenborg. Uppsättningen blev en stor framgång inte minst tack vare att Gustav III själv såg en föreställning på slottet. Enligt vittnen uppskattade kungen parodin vilket borgade för att genren kunde fortsätta.

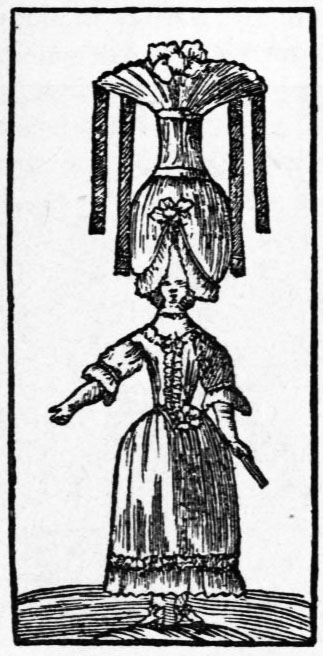
Petis med höga mössan, ur "Petis och Telée".

1779 hade turen kommit till Thetis och Pelée. Det var tre år sedan den senast hade spelats på Operan och det ansågs djärvt att våga göra en parodi på ett verk som allmänheten kunde ha glömt bort. Hallmans och Stenborgs nya parodi får titeln Petis och Telée och har premiär på Humlegårdsteatern den 27 september 1779. Den spelas sex gånger under hösten och sammanlagt 33 föreställningar under nästföljande säsong, vilket får anses som ett bra resultat då originaloperan framfördes 45 gånger. Hallman diktar till nya personer och scener. Det är ingen genomkomponerad opera som framförs utan snarare en opéra comique. I operan treaktsversion från 1775 märks framförallt två episoder som parodieras. I andra akten utmanar Pelée Jupiter, som straffar honom grymt: Furier smider fast honom vid en klippa. Pelée befrias av sin ädelmodige rival Neptunus. I tredje akten rådfrågar de båda gudarna Oraklet i Ödets Tempel. Orakelsvaret att Thetis son kommer att bli större än sin far, får dem båda att avstå havsgudinnan Thetis till Pelée. För Petis och Telée har Hallman valt en högre miljö än i de tidigare parodierna. Petis ståtar med titeln "dame d'honneur" (kammarjungfru) hos en ung greve. Kring henne flockas männen: en fattig poet Telée (Pelée); hennes arbetsgivare, den effeminerade Grefwen (Jupiter); samt en stenrik "Notfinne", Borgander (Neptunus). Till skillnad från den dygdiga Thetis är Petis en skrupelfri slinka, som värderar karlar efter de presenter hon kan locka ut dem. Att hon under en tid ger Telée företräde beror på den vidunderligt höga mössa som poeten skänker henne. Enligt oraklet blir hennes mans öde att få "twå horn, som högre bli än han". Av Petis friare har Grefwen börd, Borgander pengar och Telée varken det ena eller det andra. Hallman skildrar en värld där penningen härskar och där olika regler gäller för rika och fattiga. Telées straff är gäldstugan istället för döden, och Furierna blir till exekutionsbetjänter. Telée försöker förgäves muta dessa. Grefwen, som låtit bysätta Telée för en summa på tolv plåtar, lånar själv 2000 plåtar av Borgander för att betala en spelskuld. Oraklet, som i Thetis och Pelée endast gav svar till gudar, inte till dödliga, ger här endast svar till dem som har råd att betala; Telées slantar förslår inte. I strid mot alla förväntningar får inte Telée den tillbedda Petis. Bäst som deras förening firas, visar det sig att mössan, Telées present, inte är betald. Petis bryter omedelbart bröllopet och Telée går ut med dragen värja för att ta livet av sig.
För publiken bidrog insceneringen påtagligt till den parodiska effekten. Inte bara texterna utan dekorer, kostymer, scenerier, spelstil, deklamation och sångsätt transformerades från förlaga till parodi. Hallman använde sig av två dekorer i Petis och Telée. I huvudsak utspelas handlingen i Petis kammare (Thetis trädgård). Till vänster står hennes "Paulun-Säng" (Thetis Palats), ett erotiskt laddat föremål. I akt III har Ödets Tempel förvandlats till "Kloka Gubbens hemwist i Skinnarwiken". Liksom i Thetis och Pelée är scenrummet tudelat, med en yttre del och en hemlighetsfull inre del, som öppnas och tillsluts av en "Förlåt"; där står ett bord täckt med svart klädsel och ett rykande fyrfat på bordet. Oraklets röst hörd från fonden "utur en stor Lur". Den fattige Telée går omkring i svart rock, medan Grefwen gör entré "i puderskjorta, klädd i håret men pudrig i ansiktet". Spelstil och gestik i parodierna präglades gärna av slapstick. Det fysiska spelet var viktigt i parodierna.